# ماكوتو كيمورا
ماكوتو كيمورا (باليابانية: 木村 誠) (10 يونيو 1979 في فوكوي في اليابان – )؛ هو لاعب كرة قدم ياباني سابق كان يلعب كمدافع.

## وصلات خارجية
- ماكوتو كيمورا على موقع رابطة كرة القدم اليابانية للمحترفين (اليابانية)
- ماكوتو كيمورا على موقع قاعدة بيانات كرة القدم.إي يو (الإنجليزية)
- ماكوتو كيمورا على موقع Soccerway.com (الإنجليزية)
- ماكوتو كيمورا على موقع عالم كرة القدم.نت (الإنجليزية)
- ماكوتو كيمورا على موقع كووورة